# Barrio de la Estación (Crevillente)
El Barrio de la Estación es una pequeña entidad de población perteneciente al municipio de Crevillente, en la provincia de Alicante (España). Su origen y desarrollo están estrechamente vinculados a la estación de ferrocarril de Crevillente, inaugurada el 11 de mayo de 1884, lo que convirtió a este enclave en un punto estratégico para las comunicaciones y el transporte en la comarca del Bajo Vinalopó.

## Historia
La estación de ferrocarril de Crevillente fue inaugurada el 11 de mayo de 1884 por el entonces presidente del Gobierno, Antonio Cánovas del Castillo. Esta infraestructura formaba parte de la línea ferroviaria Alicante-Alquerías y fue construida por la Compañía de los Ferrocarriles Andaluces, expandiendo así su red fuera de su principal zona de actuación. La llegada del ferrocarril supuso un impulso significativo para el desarrollo económico y social de la zona, facilitando el transporte de mercancías y pasajeros y propiciando la formación de un núcleo urbano en sus inmediaciones.

## Geografía y localización
El Barrio de la Estación se sitúa al sureste del núcleo urbano de Crevillente, a una altitud aproximada de 40 metros sobre el nivel del mar. Limita al este con la pedanía ilicitana de Matola y al norte con el casco urbano de Crevillente.

## Demografía
Según datos del Instituto Nacional de Estadística (INE), la población del Barrio de la Estación ha experimentado ligeras variaciones en las últimas décadas. En 2010, contaba con 64 habitantes; en 2015, con 68; en 2020, con 70; y en 2023, la estimación era de 64 residentes.

## Infraestructuras y servicios
En 2018, se llevó a cabo un proyecto de conexión de la red de saneamiento del barrio con la depuradora municipal de Crevillente, con un presupuesto de 550.000 euros. Esta obra, incluida en el Plan de Obras de la Entidad Pública de Saneamiento de Aguas Residuales (EPSAR) de la Comunidad Valenciana, respondió a una demanda histórica de los vecinos, que hasta entonces utilizaban pozos ciegos para el vertido de aguas residuales.

## Economía
Tradicionalmente, la economía del Barrio de la Estación ha estado ligada al sector agrícola y al transporte ferroviario. La presencia de la estación facilitó el comercio de productos agrícolas y la movilidad de trabajadores. En la actualidad, muchos de sus habitantes trabajan en el núcleo urbano de Crevillente o en localidades cercanas, aprovechando las buenas conexiones de transporte.

## Transporte
El barrio está conectado con la estación de ferrocarril de Crevillente, que forma parte de la línea C-1 de Cercanías Murcia/Alicante. Esta línea permite la conexión con ciudades como Alicante, Elche y Murcia.

## Patrimonio y cultura
Aunque el Barrio de la Estación no cuenta con monumentos de relevancia histórica, su identidad está profundamente ligada al ferrocarril. En 2024, el Archivo Municipal "Clara Campoamor" conmemoró el 140.º aniversario de la inauguración de la estación con una exposición que destacó su papel clave en la historia del municipio.